# Mnium
Mnium és un gènere de molses de la família de les Mniàcies. Conté prop de 140 espècies, distribuïdes majoritàriament per l'hemisferi nord.

## Característiques
Les molses d'aquest gènere presenten caulidis generalment no ramificats, de fins 5 cm d'alçària. Fil·lidis marginats, marge amb dents geminades (excepte Mnium stellare que té fil·lidis no marginats i dents senzilles), 2-3 estratificat, ovats o lanceolats. Les cèl·lules de la làmina són rectangulars o hexagonals, les del marge més llargues que les medials. El nervi del fil·lidi pot ser percurrent o excurrent. La càpsula és oblonga i pot ser pèndula o inclinada.

## Taxonomia
Les següents espècies són presents als Països Catalans:
- Mnium hornum
- Mnium lycopodioides
- Mnium marginatum
- Mnium spinolosum
- Mnium spinosum
- Mnium stellare
- Mnium thomsonii